# Leon Orris Jacobson
Leon Orris Jacobson, genannt „Jake Jacobson“ (* 16. Dezember 1911 in Sims, North Dakota; † 20. September 1992 in Chicago, Illinois) war ein US-amerikanischer Mediziner, Biologe und Biochemiker, der zusammen mit Eugene Goldwasser maßgeblich an der Entdeckung, Isolierung und Strukturanalyse des Hormons Erythropoetin beteiligt war. Daneben leistete er bedeutende Beiträge zur Chemo- und Strahlentherapie.

## Leben
Die Vorfahren von Leon Orris Jacobson immigrierten aus Norwegen in die USA. Er selbst sprach fließend Norwegisch. Der Familientradition als Farmer in North Dakota folgend studierte Jacobson zunächst Agrarwissenschaften an der North Dakota State University. Das Studium musste er jedoch 1932 aufgrund fehlender finanzieller Mittel im Zuge der Weltwirtschaftskrise abbrechen. Stattdessen kehrte er in seinen Heimatort zurück und unterrichtete drei Jahre lang als Lehrer an einer Grundschule. Durch die bittere Armut in der Zeit der wirtschaftlichen Depression wurde Jacobson mit den unterschiedlichsten Erkrankungen seiner Schüler konfrontiert. Dies erweckte in ihm das Interesse an der medizinischen Forschung. So kehrte er an die Universität in Fargo zurück, schloss dort 1935 sein Studium mit der Graduierung als Bachelor ab und wechselte zur Medical School der University of Chicago.
Nach vierjährigem Medizinstudium wurde Jacobson approbierter Arzt, blieb jedoch an der Universität und wurde 1942 Dozent an der medizinischen Fakultät. Zwischen 1945 und 1948 arbeitete er dort zunächst als Assistenzprofessor und zwischen 1948 und 1951 als Extraordinarius. Während des Zweiten Weltkriegs war Jacobson in geheime Tätigkeiten des Instituts für Toxikologie der University of Chicago involviert, bei denen er an chemischen Kampfstoffen und deren Gegenmitteln forschte. In Zusammenarbeit mit Clarence Lushbaugh entdeckte er 1943 die chemotherapeutischen Möglichkeiten der Senfgas-ähnlichen Substanz Bis(2-chlorethyl)methylamin („HN2“). Mittelbar war Jacobson durch seine Funktion als Direktor für biologisch und medizinische Forschung des „Metallurgischen Instituts“ auch beteiligt am Manhattan-Projekt. So untersuchte er die Auswirkung ionisierender Strahlung auf die Blutbildung.
1951 erhielt er die leitende Professur am Argonne Cancer Research Hospital, das später ein Teil der Universitätskliniken in Chicago wurde. Schwerpunkte seiner Arbeit dort waren Forschungen in den Bereichen Proteinchemie, Steroid-Biochemie sowie experimentelle und klinische Hämatologie. 1952 stieß Eugene Goldwasser zu seiner Arbeitsgruppe, mit dem Jacobson in den folgenden 40 Jahren praktisch ausschließlich an der Erforschung desjenigen humoralen Faktors zur Bildung roter Blutkörperchen forschte, dessen Existenz bereits zu Anfang des Jahrhunderts experimentell vorhergesagt wurde und dem man 1948 schließlich den Namen „Erythropoetin“ gab. Zur Sternstunde beider Wissenschaftler wurde die erstmalige Reindarstellung des Hormons im Jahr 1977.
1983 starb seine erste Frau Elizabeth, mit der er die Kinder Eric und Judith hatte. Mit seiner zweiten Frau Elise war Jacobson bis zu seinem Tod verheiratet. Er starb 1992 an Lungenkrebs.

## Ehrungen und Mitgliedschaften
Jacobson war Mitglied in zahlreichen wissenschaftlichen Komitees und Beratergremien, unter anderem in denen des United States Public Health Service (USPHS) und des United States Army Environmental Command (USAEC). Obgleich er bereits 1976 emeritierte, zog er sich erst 1981 endgültig von seinen Positionen an der University of Chicago zurück. 1965 wurde er in die National Academy of Sciences gewählt, 1967 in die American Academy of Arts and Sciences und 1970 ins Institute of Medicine. Er erhielt Ehrendoktorwürden der North Dakota State University und der Acadia University in Nova Scotia.